# Kompania „Dominika”
Kompania Szturmowa „Dominika” – kompania wchodząca w skład Samodzielnego Batalionu Szturmowego z 106 Dywizji Piechoty AK.

## Akcje zbrojne
- Napad na niemiecki pociąg w Łyszkowicach[1]
- Zasadzka na żandarmów niemieckich w Czechach niedaleko Proszowic dnia 27 licpca 1944 roku. Akcją tą dowodził Stanisław Gas – dowódca jednego z plutonów w Kompanii "Dominika"[2].
- Dnia 28 lipca 1944 rok Kompania Szturmowa „Dominika”, opanowała Proszowice przyłączając je do Republiki Pińczowskiej

## Upamiętnienie
Nazwa oddziału została upamiętniona na tablicy pamiątkowej znajdującej się na zewnętrznej ścianie Kościoła w Proszowicach. Ponadto, co roku pod koniec lipca, w Proszowicach, odbywa się marsz pamięci dla uczczenia wydarzeń związanych z powstaniem Republiki Pińczowskiej.